# MOYAラドムカ・ラドム
MOYAラドムカ・ラドム（MOYA Radomka Radom）は、ポーランドのラドムを本拠地として活動する女子バレーボールチームである。2024/25シーズンはポーランド女子バレーボールリーグ1部に所属する。

## 歴史
1971年SKFラドムカ・ラドムとして設立。1980/81シーズンにポーランド国内リーグのトップカテゴリーに到達。1998年、AZS工科大学ラドムスカ校と合併した。2016年10月、ラドム市スポーツクラブ協会がSKFラドムカ・ラドムの功績を直接継承する形でチームが復活。2017/18シーズンから2部リーグに参戦し、2018/19シーズンにはトップカテゴリーに出場した。2020/21シーズンにはタウロンリーガのレギュラーラウンドを17勝5敗の成績で通過し、最終的には4位の成績でリーグを終えた。2021/22シーズンのポーランドカップでは3位に入った。

## 主な成績
ポーランドカップ
- 3位 - 2017/18、2020/21、2021/22シーズン

## 登録選手
2024/25シーズンの登録選手は次の通り。
| 背番号 | 名前                   | ポジション           | 身長 | 備考       |
| ------ | ---------------------- | -------------------- | ---- | ---------- |
| 3      | Zuzanna Maciejewicz    | リベロ               | 1.71 |            |
| 4      | Kristiine Miilen       | アウトサイドヒッター | 1.83 |            |
| 5      | マリア・ヨルダノワ     | アウトサイドヒッター | 1.84 |            |
| 6      | カミラ・ヴィトコフスカ | ミドルブロッカー     | 1.91 | キャプテン |
| 7      | ラウラ・ミロシュ       | アウトサイドヒッター | 1.78 |            |
| 8      | Milka Stijepić         | オポジット           | 1.84 |            |
| 10     | Aleksandra Stachowicz  | セッター             | 1.77 |            |
| 11     | Izabela Śliwa          | リベロ               | 1.66 |            |
| 12     | モニカ・ガウコフスカ   | オポジット           | 1.88 |            |
| 13     | Martyna Piotrowska     | ミドルブロッカー     | 1.86 |            |
| 14     | ビクトリア・マイヤー   | セッター             | 1.79 |            |
| 15     | Kornelia Garita        | ミドルブロッカー     | 1.88 |            |
| 18     | Iga Marszałkowicz      | ミドルブロッカー     | 1.91 |            |
| 24     | Dagmara Dąbrowska      | アウトサイドヒッター | 1.86 |            |

## 主な歴代所属選手
| - カタジナ・スコルパ - カタジナ・ザロスリンスカ - スザンナ・エフィミエンコ＝ムウォトコフスカ - マリア・ステンゼル - ミア・イエルコフ - フレヤ・アールブレヒト - マリー・シェルツェル | - ヴェロニカ・ジョーンズ＝ペリー - ブルーナ・オノリオ - エレン・ブラガ - フリエタ・ラスカノ - アナ・ビエリツァ - ギョズデ・ユルマズ - アレクサンドラ・ラジック |